# Kerstroosschoteltje
Het kerstroosschoteltje (Hymenoscyphus rozei) is een schimmel behorend tot de familie Helotiaceae. Hij leeft saprotroof op afgevallen bladeren en hakhout.

## Verspreiding
In Nederland komt het uiterst zeldzaam voor.